# Паццано

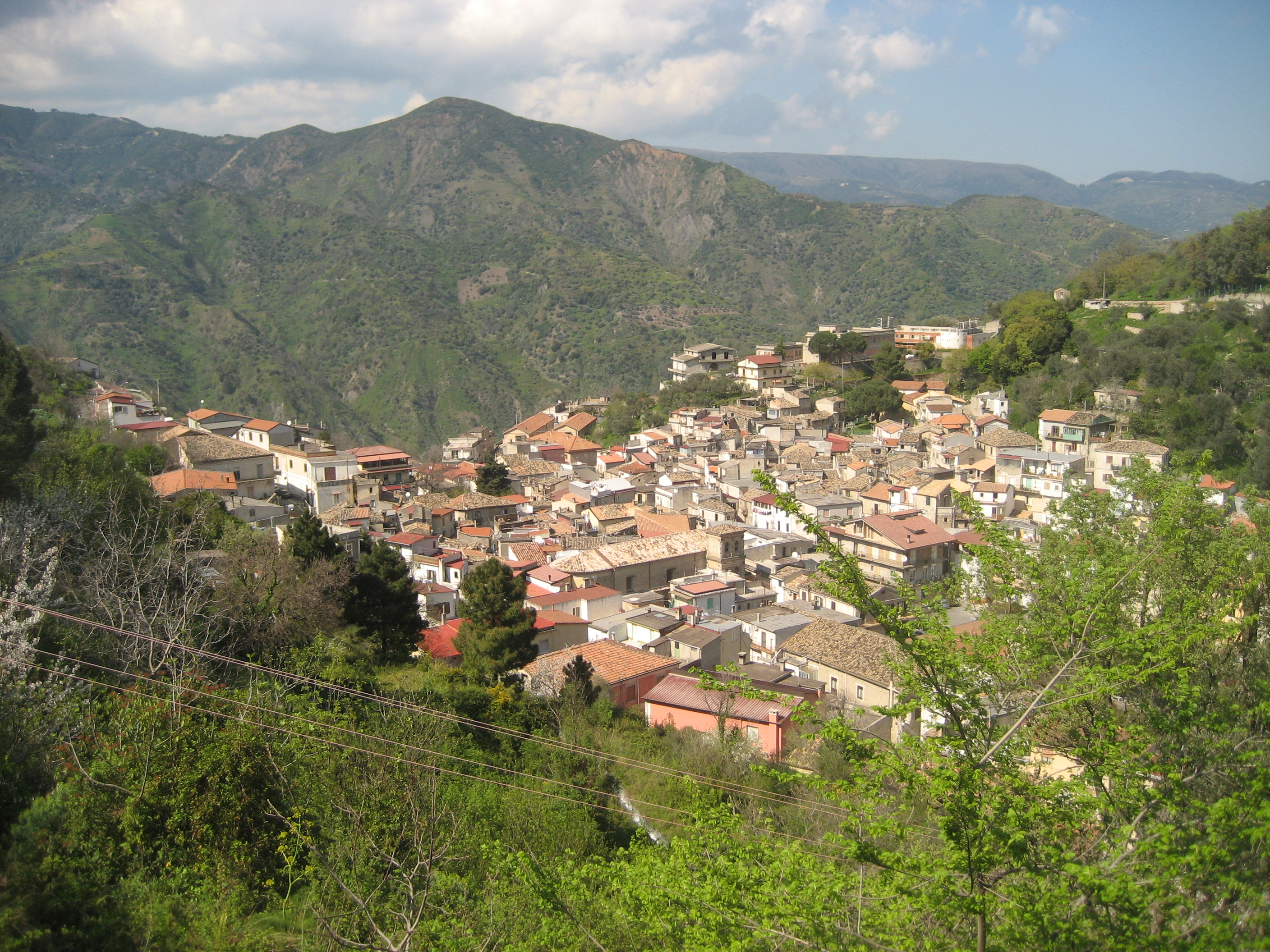
Паццано

Паццано (итал. Pazzano) — коммуна в Италии, располагается в регионе Калабрия, подчиняется административному центру Реджо-Калабрия.
Население составляет 799 человек, плотность населения составляет 53 чел./км². Занимает площадь 15 км². Почтовый индекс — 89040. Телефонный код — 0964.
Покровителем коммуны почитается святой Иосиф Обручник, празднование 19 марта.